# André Goerig
André Goerig, né le 9 novembre 1944 à Walheim (Haut-Rhin) et mort le 29 janvier 2009, est un footballeur et homme d'affaires français devenu président du FC Mulhouse entre 1980 et 1989. Il était régulièrement surnommé « le Tapie du football alsacien » en raison de ses déboires avec la justice.
Il était également photograveur et patron de l’imprimerie commerciale de « L’Alsace ».

## Carrière de footballeur
- Débuts au FC Walheim
- 1960-1963 : FC Mulhouse
- Années 1960 et 1970 : FC Saint-Louis et FC Masevaux
- Champion d'Alsace en 1976 avec Masevaux

## Présidence du FC Mulhouse
Il devient président en 1980 et nomme Daniel Bourgeois au poste de directeur sportif. Sous sa présidence, le club retrouve deux fois la D1 : en 1982-1983, et en 1989-1990.
En 1984, Goerig parvient à attirer Max Hild à Mulhouse et l'engage comme directeur sportif. Ce dernier, en partenariat avec l'entraîneur Raymond Domenech, remarque entre-autres Marc Keller, Claude Fichaux et Jean-Michel Peuget.
En 1995, Goerig est accusé par la justice d'avoir touché personnellement 870 000 Francs de la part de l'Olympique de Marseille lors du transfert d'Abedi Pelé, en 1987. Le montage frauduleux s'articulait notamment sur deux fausses factures à en-tête de l'entreprise Suave Ag, qui ne disposait en fait que d'une boîte postale à Zoug, en Suisse.